# 科尔蒙河
科尔蒙河（法語：Colmont，法語發音：[kɔlmɔ̃]）是法国芒什省、奧恩省与马耶讷省的河流，是马耶讷河的右支流，长50.4千米，发源自富日罗勒迪普莱西，于昂布里耶尔莱瓦莱和拉艾特拉韦赛讷流入马耶讷河。